# Czubajeczka tarczowata
Czubajeczka tarczowata (Lepiota clypeolaria (Bull.) P. Kumm.) – gatunek grzybów z rodziny pieczarkowatych (Agaricaceae).

## Systematyka i nazewnictwo
Pozycja w klasyfikacji według Index Fungorum: Lepiota, Agaricaceae, Agaricales, Agaricomycetidae, Agaricomycetes, Agaricomycotina, Basidiomycota, Fungi.
Po raz pierwszy takson ten zdiagnozował w 1789 r. Bulliard nadając mu nazwę Agaricus clypeolarius. Obecną, uznaną przez Index Fungorum nazwę nadał mu w 1871 r. P. Kumm., przenosząc go do rodzaju Lepiota. Posiada ok. 40 synonimów nazwy naukowej.
Nazwę polską zaproponował Władysław Wojewoda w 2003 r. W polskim piśmiennictwie mykologicznym gatunek ten opisywany był też jako bedłka tarczowata lub czubajka tarczowata. W niektórych atlasach grzybów opisywany jest także jako czubajeczka wełniana lub wełnista.

## Morfologia
Kapelusz
Średnica 4–7 cm. Młody – jajowaty, później dzwonkowaty, w końcu płaski, z tępym gładkim rdzawobrązowym garbkiem pośrodku. Powierzchnia biaława, białokremowa lub żółtawa z ochrowożółtymi do brązowawych kosmkowatymi łuskami rozmieszczonymi koncentryczne. Na brzegu kapelusza zwisają pozostałości osłony.
Blaszki
Przy trzonie wolne, gęste, białe lub jasnożółtawe.
Trzon
Wysokość od 4 do 10 cm, średnica od 0,5 do 1 cm. Kształt walcowaty, u dołu zgrubiały, daje się wyłamać, rurkowaty. Posiada pierścień, ale szybko zanikający. Powyżej pierścienia powierzchnia jest gładka, poniżej na białym tle pokryta wełnistymi, żółtawymi lub brązowawymi łuskami. Starsze okazy tracą łuski.
Miąższ
Biały do jasnoochrowego. Zapach nieprzyjemny, smak łagodny.
Wysyp zarodników
Biały. Zarodniki wrzecionowate lub migdałowate, gładkie, o rozmiarach 11–18,5 × 4–6,5 μm. Cheilocystydy niepozorne, pleurocystyd brak.

## Występowanie i siedlisko
Jest szeroko rozprzestrzeniony w Ameryce Północnej i w Europie. Poza tymi kontynentami występowanie tego gatunku jest słabo zbadane, wiadomo jeszcze, że występuje również w Japonii i Korei. W Europie Środkowej jest dość pospolity.
Rośnie na ziemi w lasach iglastych i liściastych, w parkach. Owocniki wytwarza od lipca do października. Preferuje miejsca świetliste.

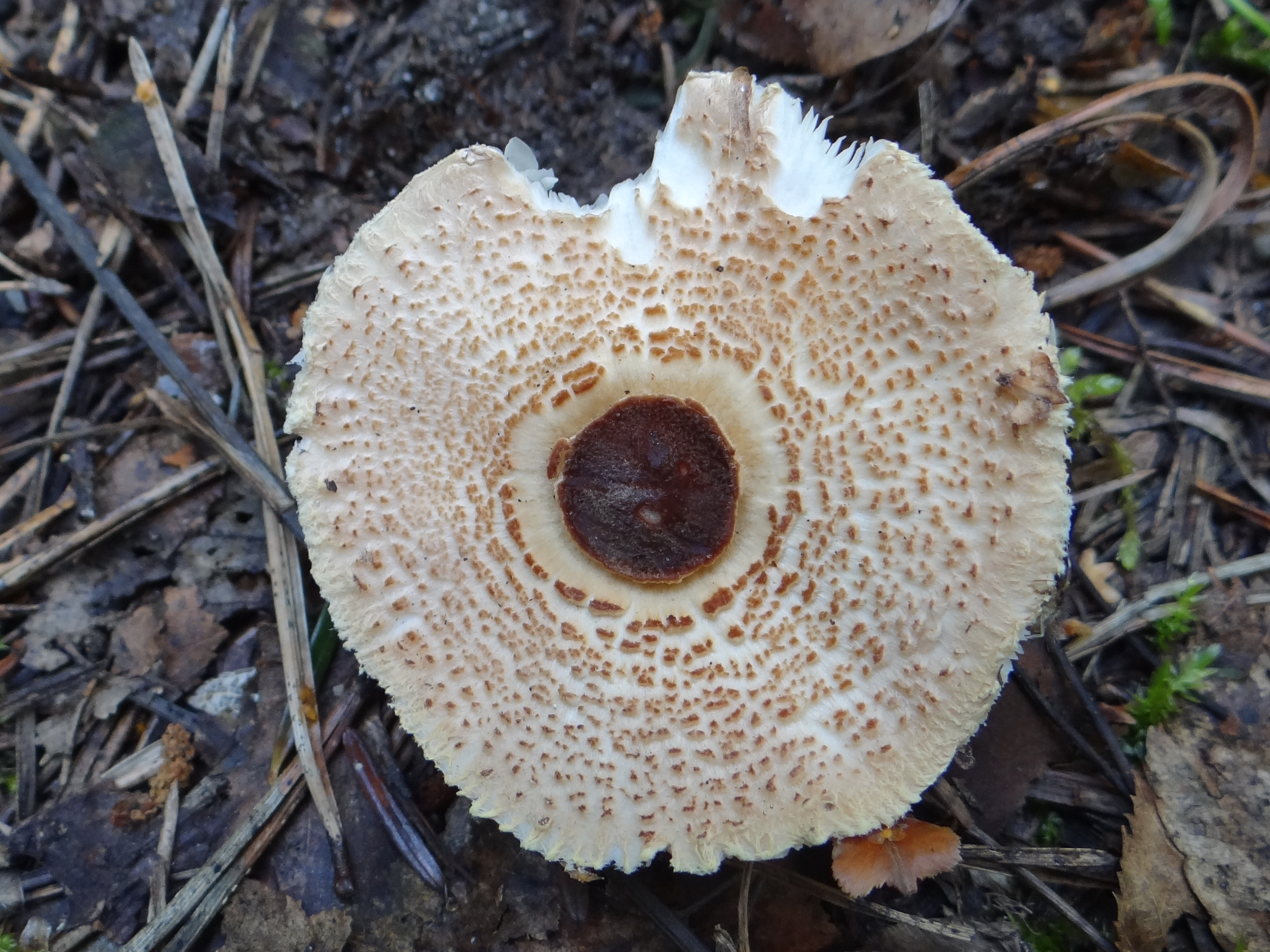
Powierzchnia kapelusza
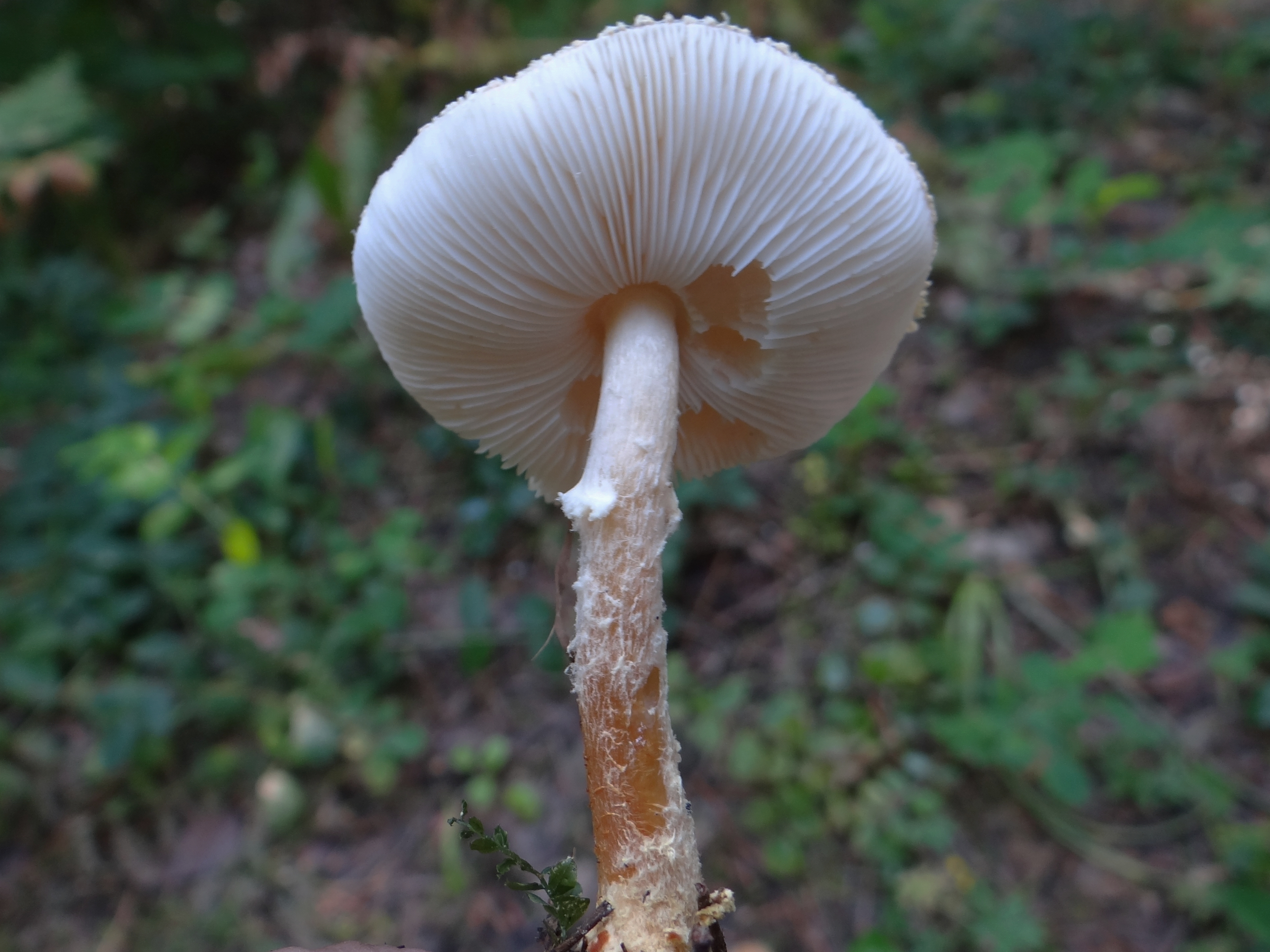
Trzon i blaszki
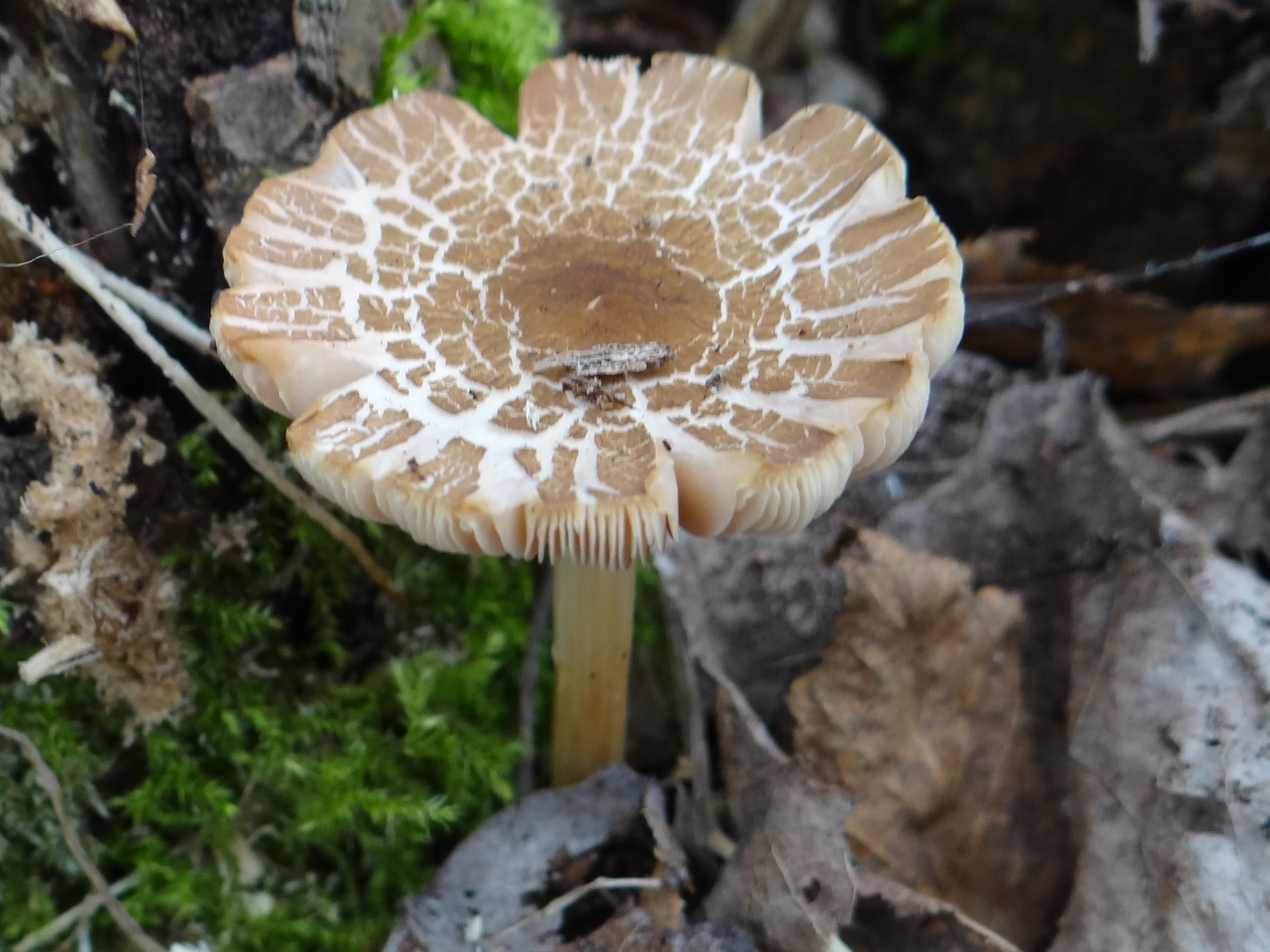
Starszy owocnik
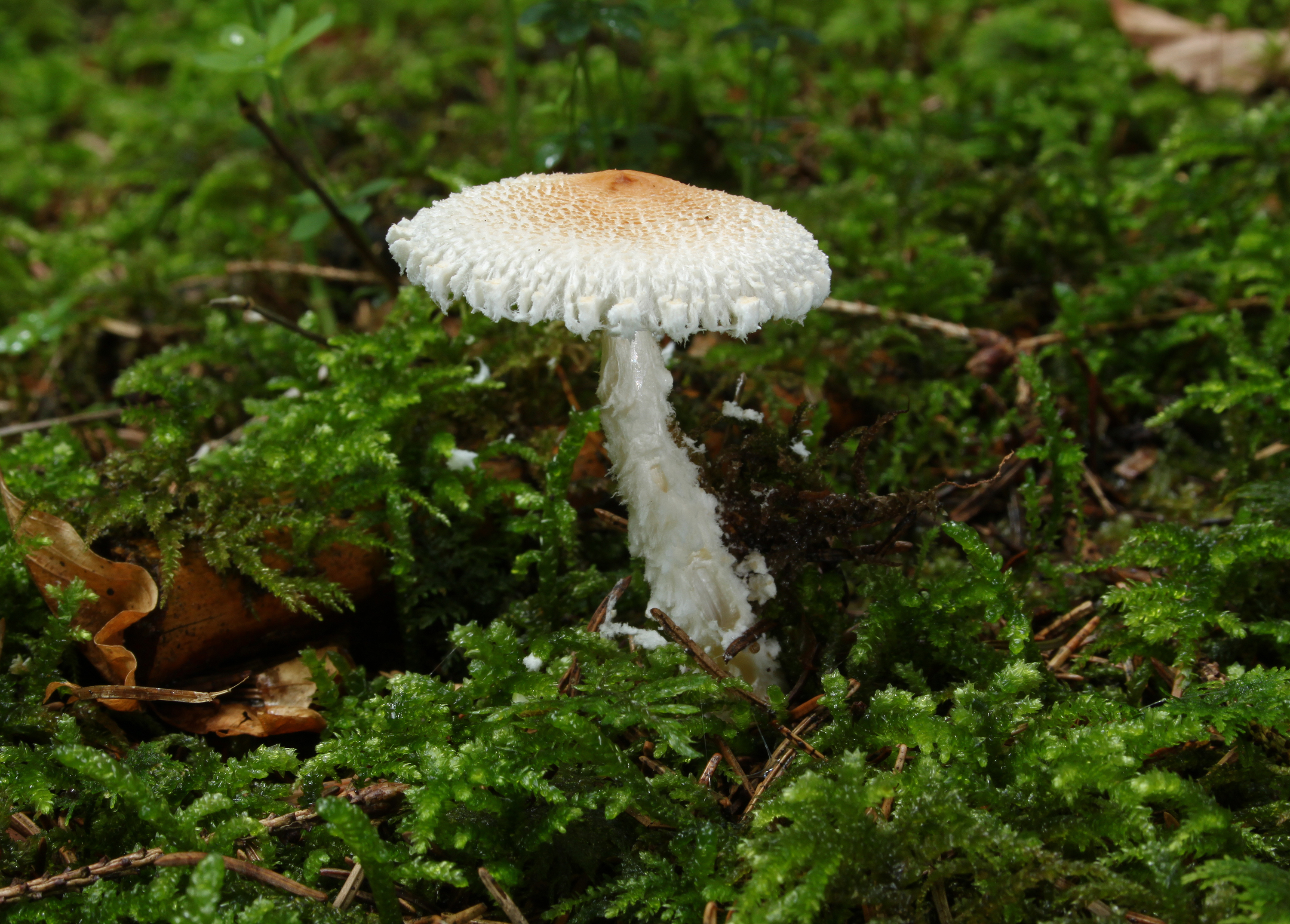
Silnie wełnisty trzon

## Znaczenie
Grzyb niejadalny, niespożywany ze względu na nieprzyjemny zapach. Prawdopodobnie jest trujący.

## Gatunki podobne
Charakterystyczną cechą pozwalającą odróżnić ten gatunek o kilku podobnych czubajeczek jest silnie wełnista osłona trzonu. Podobna (szczególnie z góry) jest czubajeczka czerwonopochwowa (Lepiota ignivolvata), ale na trzonie nie ma wełnistych kosmków, lecz pomarańczowobrązową strefę pierścieniową. Podobna jest także czubajeczka brzuchatozarodnikowa (Lepiota magnispora), która ma na kapeluszu, na ochrowym tle żywo żółte do brązowawych łuski i żółtawoochrowy trzon.